# Данлоп (сыр)
Данлоп (англ. Dunlop) — мягкий британский сыр, для производства которого используется цельное молоко эрширской породы коров.

## История
В XVII веке сыр Данлоп обрел известность и распространение. Его рецепт и способ приготовления был составлен женщиной по имени Барбара Гилмор. Она была шотландкой, но из-за давления, которое в то время ощущали кальвинисты-пресвитериане, была вынуждена переехать жить в Ирландию. У местных сыроделов она смогла узнать некоторые рецепты и научилась готовить творог из цельного молока. В 1688 году Барбара Гилмор вернулась в Шотландию и вышла замуж за фермера Джона Данлопа. Она объединила некоторые рецепты и стала делать уникальный сорт сыра. В то время в Шотландии не производился сыр из цельного молока и за такое нововведение могли даже обвинить в колдовстве. Существуют мнение, что автором рецепта сыра Данлоп могли быть совсем другие люди, чьи имена в истории не сохранились, но именно Барбара Гилмор способствовала его распространению на территории Шотландии. Она путешествовала и знакомила торговцев с продукцией, а те впоследствии продавали сыр Данлоп в Глазго. К концу XVIII столетия технология изготовления сыра Данлоп распространилась по территории всех городов Шотландии, и этот сыр вытеснил другие, изготавливаемые из овечьего молока. В начале XIX века такая технология производства сыра стала активно применяться на западе Шотландии, но уже с середины XIX века стало уменьшаться. Сыру Данлоп составили конкуренцию другие сыры, которые быстрее созревали, как Чеддер (англ. Cheddar), и стоили дешевле, как Ланкаширский сыр (англ. Lancashire cheese). В 1940 году в графстве производство сыра на промышленном уровне прекратилось и возобновилось лишь в 1989 году. С 2007 года сыр Данлоп стали изготавливать вблизи фермы, на которой он был приготовлен в XVII столетии впервые. В 2015 году сыр Данлоп получил статус охраняемых географических продуктов питания Европы
.

## Описание
Сорт сыра обладает сладковатым вкусом и ореховым ароматом. У него маслянистая структура. В процессе приготовления используют специальную соль, насыщенную сульфатом магния. Вкус сыра формируется спустя полгода, у молодого сыра он почти отсутствует. Многими свойствами сыр Данлоп напоминает сыр Чеддер, но обладает более мягкой консистенцией. Его можно подавать как самостоятельное блюдо, а можно использовать в качестве одного из ингредиентов других блюд. Корочка сыра желтоватого цвета. Сыр созревает от 6 до 12 месяцев. Спустя полгода текстура сыра становится мягкой, а через год он твердеет.